# Thamnotettix agilis
Thamnotettix agilis är en insektsart som beskrevs av Abdul-nour 1986. Thamnotettix agilis ingår i släktet Thamnotettix och familjen dvärgstritar. Inga underarter finns listade i Catalogue of Life.